# Ull nu

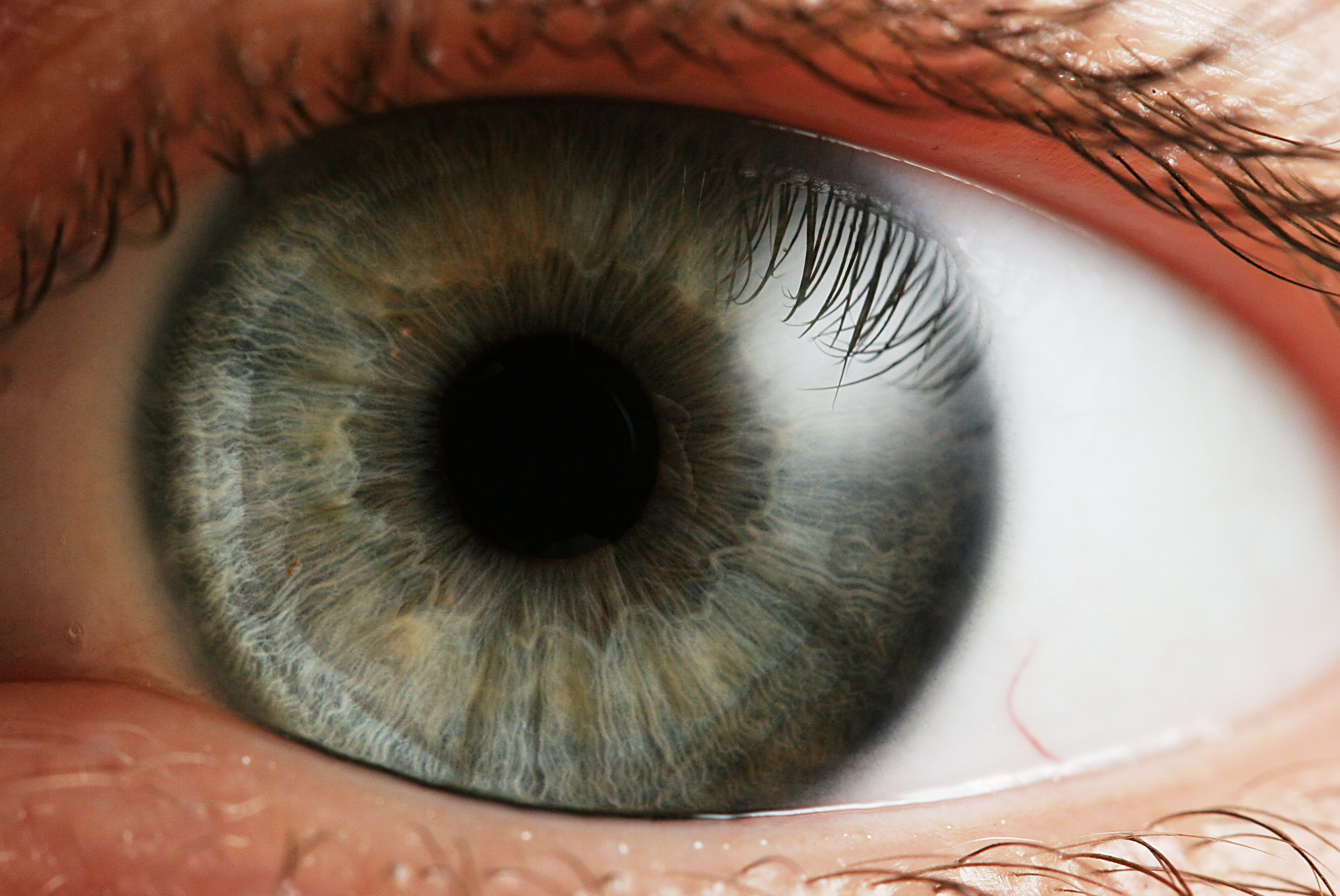
Ull

"A ull nu" és un modisme que fa referència a la percepció visual no ajudada per equipament, com pot ser un telescopi o uns prismàtics. (Òbviament, no es fa referència a les ajudes de petita escala con les ulleres.) Aquesta locució s'usa en astronomia quan es fa referència a fenòmens que poden ser vists pel públic en general, com poden ser les conjuncions astronòmiques i el pas de cometes o meteors. El saber popular del cel i nombrosos tests mostren una impressionant abundància de fenòmens que poden ser vists per l'ull sense cap tipus d'ajuda.